# Gartelshausen
Gartelshausen ist eine Einöde und ein Ortsteil der Großen Kreisstadt Freising in Oberbayern.

## Lage
Gartelshausen liegt 4,5 km westlich des Stadtzentrums von Freising. Nachbarorte sind Hohenbachern, Kleinbachern, Pellhausen, Vötting.
Der Ort liegt an der Hangkante am Übergang des Hügellandes in das Freisinger Moos, das in der Münchner Schotterebene liegt.

## Geschichte
Aus dem Steuerdistrikt Vötting wurde 1818 die gleichnamige Gemeinde mit den Gemeindeteilen Dürnast, Gartelshausen, Hohenbachern, Kleinbachern, Plantage, Vötting und Weihenstephan gebildet. Am 1. April 1937 wurde die Gemeinde Vötting aufgelöst. Dürnast, Weihenstephan, Plantage und Vötting wurden in den Stadtkreis Freising umgegliedert. Gartelshausen kam gemeinsam mit Hohenbachern und Kleinbachern zur Gemeinde Sünzhausen. Mit der Auflösung der Gemeinde Sünzhausen im Zuge der Gebietsreform in Bayern wurde Gartelshausen am 1. Juli 1972 ein Ortsteil der Stadt Freising.